# И за вас, који нисте смели
И за вас који који нисте смели је двадесети студијски албум српске фолк певачице Ане Бекуте, издат 8. децембра 2023. године за Бројаница Тон. Ово је други албум певачице објављен исте године након албума Грешила сам, и састоји се од шест нових песама. За песме Ђердани и Помислиш касно је снимљени су музички спотови.

## Списак песама
| №  | Назив               | Текст                        | Музика                | Трајање |  |
| 1. | Дајте ми дана       | Алка Вуица                   | Амир Казић Лео        | 3:36    |  |
| 2. | Ђердани             | Драгана Кајтазовић Шенковски | М. Шенковски Геронимо | 4:23    |  |
| 3. | Касно да се кајем   | Алка Вуица                   | Амир Казић Лео        | 3:30    |  |
| 4. | Не одустајем од нас | Милош Михајловић             | Милош Михајловић      | 3:17    |  |
| 5. | Како се прашта      | Милош Михајловић             | Милош Михајловић      | 3:44    |  |
| 6. | Помислиш, касно је  | Марија Ребреновић Милетка    | Саша Драгић           | 3:46    |  |